# Carlos Muñoz Serrano
Carlos Muñoz Serrano (Tarazona, 1532? - Barbastro, 14 de marzo de 1604) fue un prelado y jurisconsulto español, alto funcionario real y obispo de Barbastro.

## Biografía
Nacido en Tarazona, de familia ilustre, estudió Derecho Civil y Canónico en la universidad de Salamanca obteniendo el grado de doctor en ambos y fue rector y catedrático de dicha Universidad. Ganó por oposición la canonjía de doctoral en el Cabildo de Tarazona y desempeñó el cargo de vicario general del Arcedianato de Calatayud. Los papas Pío IV y Pío V y el rey Felipe II le nombraron Comisario Real y Apostólico para establecer los límites de los nuevos obispados de Jaca, Barbastro, Huesca y Teruel y de los abadiados de Montearagón, San Juan de la Peña y San Victorián; Felipe II le nombró en 1589 Canciller del Reino de Aragón con una asignación de 200 ducados de pensión en el arzobispado de Zaragoza y de 300 en el de Tarragona, además de designarle visitador del patrimonio real de Sicilia. Siendo regente del Consejo Supremo de Aragón en Madrid en 1596 fue presentado por el monarca para ocupar la sede episcopal de Barbastro. Recibió la consagración en la misma Corte de manos del Patriarca de Alejandría y en su nombre tomó posesión del obispado el Capellán Mayor de Huesca D. Alonso Muñoz, el día 4 de octubre de dicho año, haciendo su entrada solemne el día 7 del mismo mes. Celebró sínodo el día 2 de febrero de 1597 y a los pocos años redactó estatutos relativos al aumento de los actos de culto y a la residencia de los sacerdotes en sus parroquias.
Promovió varias obras, entre las que se hallan la construcción del Palacio Episcopal, que si bien contó con el solar cedido por el Concejo municipal -tras la compra de varias casas- fue necesaria la consignación real y lo aportado por el prelado de su propio peculio. Fue gran mecenas de la Catedral para la que encargó y costeó la parte superior del Retablo Mayor así como la policromía de todo el conjunto. Este mecenazgo se hace patente por el escudo episcopal que campea sobre el ático. Así mismo, mandó construir una capilla en la sacristía mayor en la que se colocó un retablo dedicado a San Gaudioso. En la villa de Graus fundó y dotó el convento de Santo Domingo y después de haber visitado por comisión pontificia y regia la Universidad de Huesca, redactó para su gobierno nuevos estatutos. Escribió unas constituciones para el obispado de Barbastro.
Murió el día 14 de marzo de 1604 a los 72 años de edad, siendo sepultado junto a la puerta del coro cuando éste se hallaba en la nave central de la Catedral.